# William Douglas, lord av Douglas
William Douglas, lord av Douglas, kallad "den djärve" (the hardy), född omkring 1243, död 1298, var en skotsk adelsman, son till sir William de Douglas ("Longleg"), far till James Douglas, lord av Douglas och Archibald Douglas. 
Douglas hyllade efter åtskillig tvekan John Balliol som skotsk kung och försvarade efter dennes abdikation 1296 Berwick upon Tweed mot engelsmännen, blev där tillfångatagen och nödgades för att återfå friheten svära Edvard I trohetsed. Då han året därpå slöt sig till Wallaces resning, blev han efter dennes kuvande bortförd i engelsk fångenskap och dog i Towern.